# Očeslavci
Očeslavci so naselje v Občini Gornja Radgona.